# 제이 (가수)
제이(본명: 제이 정, 정재영, 1977년 5월 2일 ~ )는 미국의 가수이다. 2000년 《어제처럼》으로 KBS 뮤직뱅크 1위를 하며 유명가수가 되었다.
2013년 주한 미군 남편과 결혼하여 현재 슬하에 1녀를 두고 미국에서 생활하고 있으며 2015년 투유 프로젝트 - 슈가맨 6회에 출연하였다.
2000년 4월 21일에 발매한 2집음반의 수록곡중 하나인 8318에서는 한국어가 어색하게 들리는 허스키 보이스가 들린다.

## 학력
- 웨스트스프링빌드대학교 (중퇴)
- 노바대학교 재즈학과 (졸업)

## 기타사항
종교는 천주교이며, 세례명은 '크리스티나'이다.
2013년에 제이보다 3살 연상의 주한 미군 육군 출신이자 1974년생인 데이비드 내즈내릭 결혼해서 미국버지니아주로 건너갔다. 2016년에는 케이티(한국명:예선)을 낳았다.

## 음반 활동

### 정규 앨범
1. J-gold ／J-blue (1998년 11월 27일)
2. In Love (어제처럼) (2000년 4월 21일)
3. Beautiful Ones (2001년 6월 21일)
4. Dim The Lights (2002년 4월 11일)
5. The Crush of Love (2004년 9월 23일)
6. In Love Again (2007년 11월 8일)
7. SuperStar (2011년 7월 11일)

### 싱글 앨범
1. 사랑한다 말했잖아 (2006년 4월 24일)
2. 눈물로 (2007년 6월 18일)
3. 술과 순정 (2008년 1월 28일)
4. J Electro Project Album - Love Child (2008년 8월 26일)
5. French Toast (2008년 11월 15일)
6. Sweet Dream (2009년 2월 26일)
7. Dream Catcher (2009년 9월 3일)
8. Dream (2009년 11월 10일)
9. 악몽 (2011년 9월 9일) - 디지털싱글
10. 둘이서 (with. 이재훈) (2011년 11월 28일)
11. Blue Sky (2013년 7월 17일)
12. Happy Person (2013년 11월 25일)

### 기타 앨범
1. Chocolate/ English Version Album (2000년 11월 29일) 영어앨범
2. 유승준 Best & J Duet Collection (2001년 11월 29일) 스폐셜베스트
3. Continue/ Best & Live (2001년 12월 19일) 베스트앨범
4. In My Life Time (2007년 4월 10일) CCM앨범
5. SENTIMENTAL (2010년 2월 3일) 스페셜앨범
6. 나와 함께 (2010년 4월 24일) CCM 앨범
7. 멋진 하루 (2012년 10월 24일) EP앨범

## 수상
| 연도   | 수상 내역 |
| ------ | --- |
| 1995년 | - 미스코리아 워싱턴 선, 미주 한인 음악콘테스트 대상, 웨스트스프링필드고등학교 탤런트쇼 대상                                                 |
| 2000년 | - 코리안 뮤직 어워드 본상 - 골든디스크상 인기가수상 - 하이원 서울가요대상 신인가수상 - KBS 가요대상 올해의 가수상 - SBS 가요대전 R&B 부문상 |

## 홍보대사
- 2010년 10월 제6회 횡성 한우축제[6]